# Nimintaba
Nimintaba (em sumério: 𒀭𒐏𒋰𒁀; romaniz.: DNimin-tab-ba; anteriormente lido como Dimintaba) era uma deusa da Suméria.
Um templo foi construído para ela em Ur pelo rei sumério Sulgi, por volta de 2 100 a.C. Os restos do Templo foram escavados em Ur por Wolley. Vários artefatos com o nome Nimintaba foram encontrados nas proximidades do templo. Ela parece ter sido uma divindade local menor.
Nimintaba também é conhecido por uma famosa inscrição dedicatória de Sulgi, encontrada na fundação do Templo Nimintaba de Ur, e agora no Museu Britânico (ME 118560).

Uma estatueta de fundação também foi encontrada sob a parede nordeste do Templo da Deusa Nimintaba, envolta em caixas de tijolos cozidos e acompanhada por tábuas de esteatita, com a estatueta posicionada em pé e inclinada para o nordeste. As tabuletas de esteatita estavam no fundo da caixa lacrada. A estatueta masculina representa o rei Sulgi, uma conexão fornecida pela implicação histórica da postura da figura. A postura da estatueta reproduz a postura associada à iconografia real estabelecida em meados do terceiro milênio a.C. A cesta no topo da estatueta também lembra imagens de Assurbanípal (r. 686–627 a.C.) com uma cesta no topo de sua cabeça. Inscrições conectam esta imagem com a construção do templo. Essas peças de evidência combinadas com a inscrição na metade inferior das figuras contribuem para a probabilidade de que a estatueta sob o Templo da Deusa Nimintaba fosse uma dedicação a Nimintaba por Sulgi, reivindicando a responsabilidade pela construção do templo.

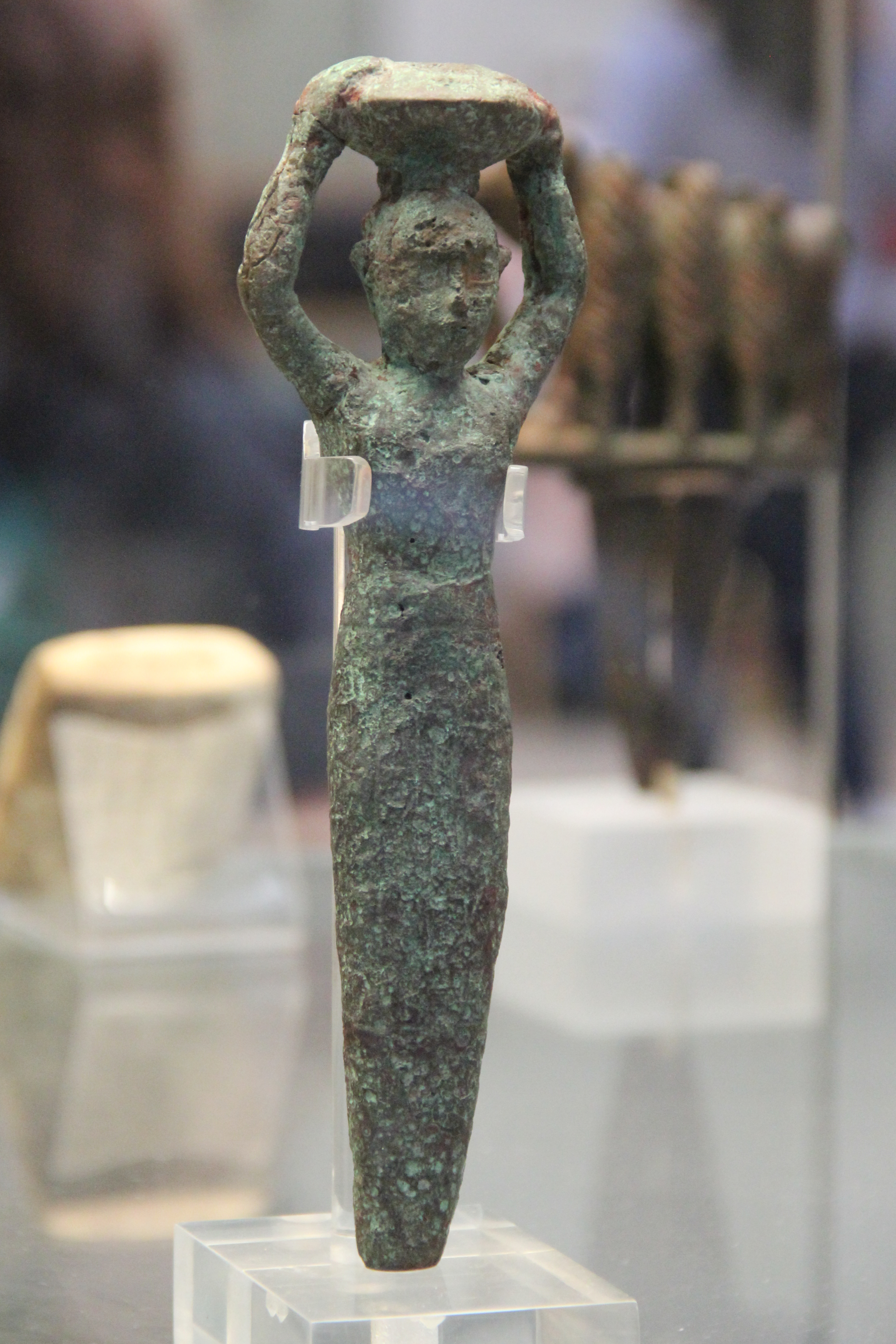
Estatueta de fundação de bronze de Sulgi do Templo de Nimintaba em Ur.
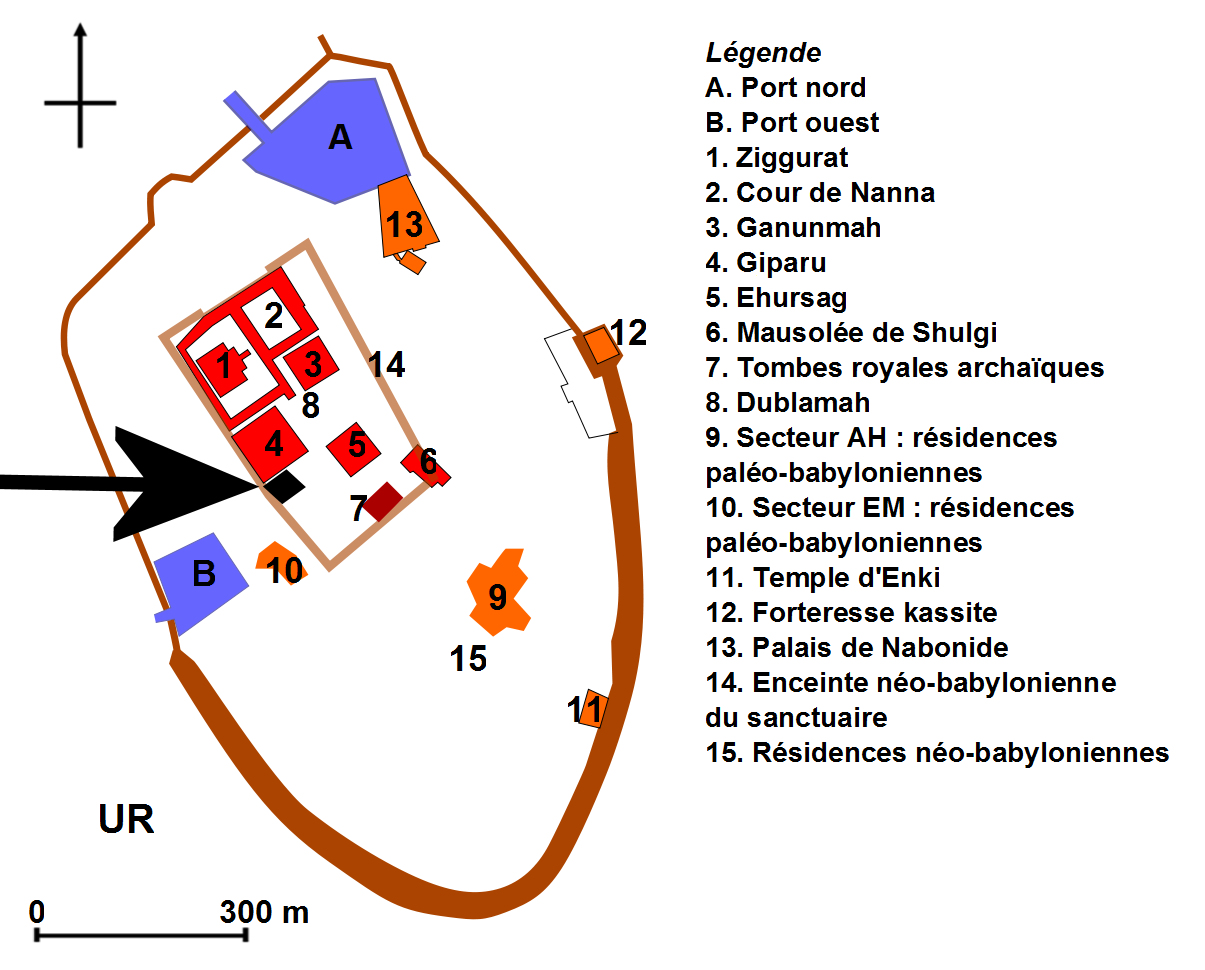
Localização do templo de Nimintaba em Ur.